# Гряниковка (село)
Гряниковка (устар. Грениковка, укр. Гряниківка) — село в Таволжанском сельском совете Двуречанского района Харьковской области Украины.
Код КОАТУУ — 6321885503. Население по переписи 2001 года составляет 607 (297/310 м/ж) человек.

## Географическое положение
Село Гряниковка находится на левом берегу реки Оскол в месте впадения в неё рек Верхняя Двуречная и Нижняя Двуречная, есть мост, выше по течению примыкает к посёлку Двуречное, ниже по теч в 2-х км — село Масютовка, на противоположном берегу пгт Двуречная, на расстоянии в 2 км расположены сёла Горобьевка и Таволжанка.
Рядом с селом железнодорожная станция Двуречная.
Через село проходит автомобильная дорога Т-2109.
Село окружено большими лесными массивами (сосна).

## История
- 1825 — дата основания.
- 18 февраля 2023 года оккупирована Россией[2][неавторитетный источник].

## Экономика
- Лесничество.
- Нефтебаза.
- «Райагрохим», ООО
- «Лесная сказка», детское оздоровительное заведение.

## Объекты социальной сферы
- Школа.